# Большой султанский дятел
Большо́й султа́нский дя́тел (лат. Chrysocolaptes guttacristatus) — вид дятлов из рода Chrysocolaptes. Обитает в Юго-Восточной Азии — континентальная часть ареала располагается в пределах Индийского субконтинента на запад от южных границ Китая, в Индокитае и на Малайском полуострове. Кроме того, вид обычен на Суматре, на Яве и на северо-востоке Калимантана.

## Описание
Крупный дятел длиной до 33 см. Форма тела и посадка типичны для дятлов. На голове хохолок, шея длинная. Окраска у разных подвидов сильно отличается, но для всех характерна золотисто-жёлтая, без отметин, окраска спины и крыльев. Надхвостье красное, хвост чёрный. Снизу по белому или светло-коричневому фону разбросаны крупные чёрные отметины. На голове чёрный маска на белом, коричневом или красном фоне. Клюв прямой, свинцово-серого цвета, длиннее головы. Ноги серые с четырьмя пальцами — два направлены вперёд, два — назад. Радужка глаза от белого до желтоватого.
Взрослые самцы несут на голове красный гребень, у самок он может быть разного цвета в зависимости от подвида: чёрный с белыми пятнами, жёлтым или коричневым с более светлыми пятнами. Молодые птицы похожи на самок, но окрашены менее ярко и имеют радужку коричневого цвета.

## Экология и образ жизни
Большой султанский дятел встречается в разнообразных довольно разреженных лесных местообитаниях в предгорьях Гималаев и Западных Гат. Также его можно встретить в мангровых лесах. Предпочтения этого вида в отношении выбора местообитаний ограничены определёнными типами леса, в то время как сильно похожий на него золотоспинный индо-малайский дятел (Dinopium javanense) более экологически пластичен. Численность этих двух видов может сильно различаться в зависимости от преобладающих лесных сообществ в регионе. Этому же способствует более узкая, видимо, кормовая ниша султанских дятлов. Так в малайзийских мангровых лесах они предпочитают кормиться на высоких деревьях авиценнии белой Avicennia alba. Золотоспинный индо-малайский дятел менее разборчив и может кормится и на бругиере мелкоцветной (Bruguiera parviflora), и на соннератии белой (Sonneratia alba)
Как и прочие дятлы, большой султанский добывает своею пищу — мелких членистоногих, живущих в древесине — с помощью крепкого клюва. Более мелкий золотоспинный индо-малайский дятел способен не только доставать насекомых из стволов, но и пить нектар из крупных цветков.
Гнездо типичное для дятлов — для него используется древесное дупло, в которое самка откладывает три или четыре яйца.

## Сходные и близкие виды

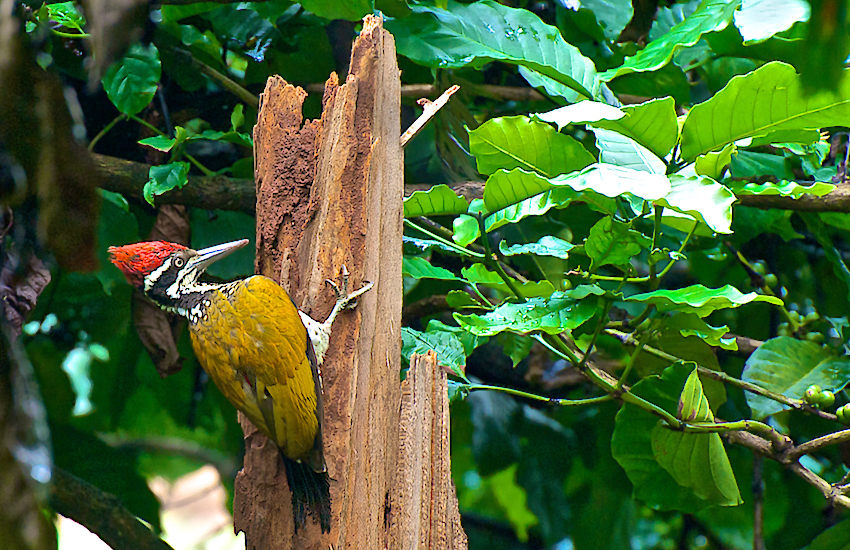
Рис. 1. Самец большого султанского дятла. Индия

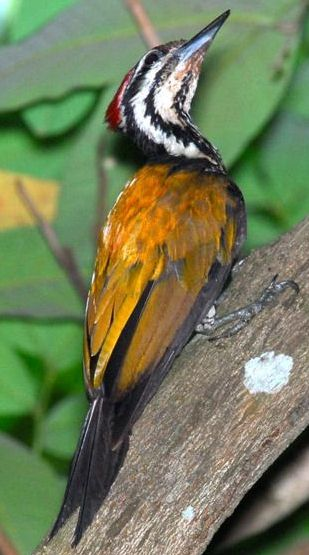
Рис. 2. Золотоспинный индо-малайский дятел

Чёрно-белым рисунком на голове и общей окраской большой султанский дятел (рис. 1) имеет внешнее сходство с некоторыми видами индо-малайских дятлов (рис. 2), хотя эти роды довольно далеки филогенетически. Чёрные «усы», идущие от клюва по шее, у султанского дятла разделены широкими белыми полосами, что делает чёрный цвет почти незаметным издалека. У индо-малайских дятлов (малого, золотоспинного) эта тёмная полоса хорошо заметна. Кроме того, индо-малайских дятлов отличает чёрные плечи, контрастирующие с золотисто-жёлтой спиной, тёмная радужка глаз, меньшие общие размеры и размер клюва.
Вероятно, «копирование» мелкими видами окраски более крупных необходимо им для снижения агрессии со стороны более крупных и сильных соседей. Это явление часто встречается в разных трибах подсемейства настоящих дятлов.
Новейшие систематические исследования позволили выделить семь видов в пределах обширного ареала Chrysocolaptes lucidus в широком понимании. Эти виды раньше рассматривались как географические подвиды:
- C. guttacristatus — обширный ареал в материковой части;
- C. stricklandi — Шри-Ланка;
- C. strictus — Ява, Бали, архипелаг Кангеан;
- C. haematribon — острова Лусон, Полилло, Катандуанес и Мариндуке;
- C. xanthocephalus — острова Негрос, Гимарас, Панай, Масбате, Тикао;
- C. lucidus острова — Бохоль, Лейте, Самар, Билиран, Панаон, Минданао, Басилан, Самальские острова;
- C. erythrocephalus — острова Балабак, Палаван, Бусуанга, Каламианские острова.